# Alan Laurillard
Alan Laurillard (* 20. April 1946 in Vancouver, British Columbia) ist ein kanadischer Saxophonist, Keyboard-Spieler, Sampler, Arrangeur und  Komponist des Jazz und improvisierender Musik, der in den Niederlanden lebt.

## Wirken
1955 bis 1963 spielte er Altsaxophon im  „North Vancouver School Orchestra“ (wobei er privat Musiktheorie und Komposition bei Gordon Webster in Vancouver studierte)  und war von 1959 bis 1972 halb professionell – neben seinem Maschinenbaustudium –  in eigenen Rhythm-and-Blues-, Soul- und Rock-Gruppen sowie in einer Bigband, mit der sie kanadischer Meister wurden. 1973 zog er in die Niederlande. Er leitete in den 1980er Jahren die „Free Funk“-Gruppe „Noodband“ (1980 gegründet, mit ihr war er 1982 auch auf den Berliner Jazztagen und dem New Jazz Festival Moers, wo sie das Live-Album „Shiver“ aufnahmen) und war anschließend musikalischer Leiter des Quintetts der Sängerin Greetje Bijma. In seinem damaligen Wohnort Groningen gründete er dann mit Frans Vermeerssen auch die „Tam Tam Fanfare“. Er war an diversen experimentellen musikalischen Projekten beteiligt (z. B. „Beat Dreams“ mit Franky Douglas und Martin van Duynhoven, „Baritone Madness“ (mit Frans Vermeerssen und Jenne Meinema) oder ab 1997 „Seafood“ mit Wolter Wierbos, dem Flötisten Mark Alban Lotz und Gerard Ammerlaan) und leitete Workshop-Orchester außer in Holland auch in Deutschland, Mexiko, Polen und Kenia. Er leitete im neuen Jahrtausend (mit anderen) die alternative Hip-Hop Band „Fresh Crew“, das Percussion-Orchester „Slam Beat City“, die halb-elektronische Formation „Beat Sharks“ und die 18-Mann Band „ZuiderZee Orkest“, die nach eigenen Worten an der Grenze von Neuer Musik, Techno, Underground, elektronischer und improvisierender Musik wirkt. Er arrangierte auch für das Nord-Niederländische Orchester und das Metropole Orchestra.
Mit seiner 1996 gegründeten Stiftung Linkbeat (auch der Name seines Labels) organisiert er seine Projekte, zum Beispiel ein (Kirchen-)Orgelfestival für Neue Musik in Luchtkasteling.
1982 erhielt er den Boy-Edgar-Preis. Seit 2000 wohnt er in Utrecht.